# Publiusz (namiestnik Malty)
Publiusz (zm. ok. 112) – święty Kościoła katolickiego, namiestnik rzymski Malty, według tradycji pierwszy biskup Malty.
Według Dziejów Apostolskich, gdy okręt wiozący św. Pawła rozbił się na Malcie rozbitkowie przebywali przez 3 dni w gościnie u namiestnika wyspy Publiusza. Św. Paweł uzdrowił jego ojca, który miał gorączkę i biegunkę (BT Dz.Ap. 28,7-9). Według tradycji Publiusz został pierwszym biskupem Malty. Jest patronem miasta Floriana. Jego wspomnienie przypada na 21 stycznia.